# André Pilette
André Pilette (Párizs, 1918. október 6. – Etterbeek, 1993. december 27.) belga autóversenyző. Édesapja, Théodore és fia, Teddy szintén sikeres autóversenyzők voltak.

## Pályafutása
1951 és 1964 között a Formula–1-es világbajnokság tizennégy versenyén szerepelt, ebből azonban mindössze kilenc futamon állt rajthoz. 1951-ben, hazája nagydíján debütált a sorozatban. Pontot egy alkalommal, az 54-es belga futamon elért ötödik helyezésével szerzett. Ebben az időszakban több, a világbajnokság keretein kívül rendezett Formula–1-es versenyen is részt vett.
Többször is sikeresen szerepelt a Le Mans-i 24 órás viadalon. Az 1960-as futamon váltótársával, Ricardo Rodríguezel a második helyen ért célba.

## Eredményei

### Teljes Formula–1-es eredménylistája
(Táblázat értelmezése)

(Félkövér: pole-pozícióból indult; dőlt: leggyorsabb kört futott) 

| Év   | Csapat                | Modell           | Motor                  | 1   | 2       | 3      | 4      | 5      | 6      | 7      | 8   | 9   | 10  | Helyezés | Pont |
| ---- | --------------------- | ---------------- | ---------------------- | --- | ------- | ------ | ------ | ------ | ------ | ------ | --- | --- | --- | -------- | ---- |
| 1951 | Ecurie Belgique       | Lago-Talbot T26C | Talbot Straight-6      | SUI | 500     | BEL 6  | FRA    | GBR    | GER    | ITA    | ESP |     |     | -        | 0    |
| 1953 | Ecurie Belge          | Connaught A Type | Lea-Francis Straight-4 | ARG | 500     | NED    | BEL Hn | FRA    | GBR    | GER    | SUI | ITA |     | -        | 0    |
| 1954 | Equipe Gordini        | Gordini Type 16  | Gordini Straight-6     | ARG | 500     | BEL 5  | FRA    | GBR 9  | GER Ki | SUI    | ITA | ESP |     | 19.      | 2    |
| 1956 | Equipe Gordini        | Gordini Type 32  | Gordini Straight-8     | ARG | MON 6 * | 500    |        |        |        | GER Ni | ITA |     |     | -        | 0    |
| 1956 | Scuderia Ferrari      | Lancia D50       | Ferrari V8             |     |         |        | BEL 6  |        |        |        |     |     |     | -        | 0    |
| 1956 | Equipe Gordini        | Gordini Type 16  | Gordini Straight-6     |     |         |        |        | FRA 11 |        |        |     |     |     | -        | 0    |
| 1961 | André Pilette         | Emeryson P       | Climax Straight-4      | MON | NED     | BEL    | FRA    | GBR    | GER    | ITA Nk | USA |     |     | -        | 0    |
| 1963 | Tim Parnell           | Lotus 18/21      | Climax Straight-4      | MON | BEL     | NED    | FRA    | GBR    | GER Nk |        |     |     |     | -        | 0    |
| 1963 | André Pilette         | Lotus 18/21      | Climax Straight-4      |     |         |        |        |        |        | ITA Nk | USA | MEX | RSA | -        | 0    |
| 1964 | Equipe Scirocco Belge | Scirocco 02      | Climax V8              | MON | NED     | BEL Ki | FRA    | GBR    | GER Nk | AUT    | ITA | USA | MEX | -        | 0    |

* A távot Élie Bayol-al közösen teljesítette

### Le Mans-i 24 órás autóverseny
| Év   | Csapat                     | Autó                      | Csapattárs        | Helyezés |
| ---- | -------------------------- | ------------------------- | ----------------- | -------- |
| 1954 | Equipe Gordini             | Gordini T17S              | Gilberte Thirion  | Kiesett  |
| 1959 | North American Racing Team | Ferrari 250 GT Berlinetta | George Arents     | 4.       |
| 1960 | North American Racing Team | Ferrari 250 TR59          | Ricardo Rodríguez | 2.       |
| 1961 | Ecurie Nationale Belge     | Ferrari 250 GT SWB        | Bob Grossman      | 6.       |

## Külső hivatkozások
- Profilja a grandprix.com honlapon (angolul)
- Profilja a statsf1.com honlapon (angolul)